# Khalid ibn Bargach
Sayyid Khalid ibn Barghach al-Bousaïd, né en 1874 à Zanzibar et mort en 1927 à Mombassa, est le fils du troisième sultan de Zanzibar, Barghach ibn Saïd al-Bousaïd. Il s'est proclamé sultan pendant deux jours en août 1896, défiant le protectorat qu'exerçait l'Empire britannique.

## Biographie
Après la mort de son oncle, Ali bin Saïd, quatrième sultan de Zanzibar de 1890 à 1893, Khalid tente une première fois, grâce à une révolution de palais, de s'emparer du pouvoir, car il est opposé au protectorat britannique institué en 1890. Mais cette tentative est avortée, et il est arrêté par le bataillon de marine britannique qui stationne à Zanzibar, tandis que le neveu d'Ali, Sayyid Hamad ibn Thuwaïni, est installé sur le trône par les Anglais. Ce cousin germain et beau-frère de Khalid est favorable au protectorat britannique.
Hamad meurt de façon inattendue en 1896, sans nul doute empoisonné par Khalid. Ce dernier s'empare du palais avec soixante hommes, le 25 août 1896, puis de la citadelle et se proclame sultan. La guerre la plus courte de l'histoire (trente-huit minutes) se déclenche avec le bombardement de la citadelle de la part des canonnières britanniques. Khalid ibn Barghach se réfugie le 27 août au consulat allemand, et il est accueilli sur le navire de la marine impériale allemande, le SMS Seeadler. C'est son cousin favorable aux Britanniques, Sayyid Hammoud ibn Mohammed ibn Saïd al-Bousaïd (1853-1902), qui devient le nouveau et huitième sultan. Il est lui-même le petit-fils du sultan Saïd ibn Sultan al-Bousaïd.
Quant à Khalid, il est envoyé à Dar es Salam, capitale de l'Afrique orientale allemande. Cependant les Allemands estiment que son influence est néfaste sur les chefs de tribus locaux de la côte. Il est emprisonné par les Britanniques, lorsque ceux-ci s'emparent de Dar es Salam en 1916, puis il est banni aux Seychelles et enfin à Sainte-Hélène. Il rentre en Afrique orientale en 1925 et meurt en 1927 à Mombassa qui appartenait à Zanzibar, jusqu'en 1888.